# Sometimes (canción de Britney Spears)
«Sometimes» —en español: «A veces»— es una canción interpretada por la cantante estadounidense Britney Spears e incluida originalmente en su álbum debut ...Baby One More Time (1999). Fue compuesta por el sueco Jörgen Elofsson, mientras que él, David Kreuger y Per Magnusson la produjeron. El sello discográfico Jive Records la publicó el 6 de abril de 1999 como el segundo sencillo del álbum, después de «...Baby One More Time». «Sometimes» es una canción de teen pop que está influenciada por el bubblegum pop y su letra alude a una relación en la que una chica tímida se reserva para expresar sentimientos a su amante. La canción recibió reseñas generalmente mixtas de los críticos contemporáneos. Años después, Britney confesó durante su gira The Onyx Hotel Tour que odiaba la canción y la culpaba de ser uno de los pilares de su imagen virginal hasta ese momento. 
«Sometimes» fue un éxito comercial, alcanzando los diez primeros puestos en las listas de once países. Llegó al número uno en la Región Flamenca de Bélgica, los Países Bajos y Nueva Zelanda, mientras que alcanzó el número dos en Australia y número tres en el Reino Unido, países donde además consiguió la certificación de disco de platino por sus ventas. Por otro lado, en los Estados Unidos, alcanzó el número 21 en el Billboard Hot 100. Años después, la audiencia lo catalogó como el noveno mejor tema de Spears, según un sondeo realizado en julio de 2011 por la revista Rolling Stone.
El video musical de «Sometimes» fue dirigido Nigel Dick, quien volvió a trabajar con la cantante, luego de dirigir el de «...Baby One More Time». Fue filmado en la playa Paradise Cove en Malibú, California. El video muestra a Spears con un atuendo blanco mientras baila y mira a su gran amor en la playa durante un día de verano. Los especialistas lo catalogaron como uno de los trabajos responsables de la imagen virginal que proyectó la cantante en los inicios de su carrera. Spears interpretó «Sometimes» en cuatro de sus giras musicales, incluyendo el ...Baby One More Time Tour (1999), Oops!... I Did It Again Tour (2000–01) y Dream Within a Dream Tour (2001–02).

## Escritura, grabación y producción
"Sometimes" fue escrita por Jörgen Elofsson, y producida por David Krueger y Per Magnusson. Elofsson más tarde ganó en los BMI Pop Awards del año 2000 en la categoría Canción del Año por su escritura. El trío también respaldó el que sería el exitoso tercer sencillo internacional de ...Baby One More Time, "(You Drive Me) Crazy". "Sometimes" es una clásica balada pop que habla acerca del amor, similar a otras canciones de la época en la que fue lanzada como sencillo, como      "Candy" de Mandy Moore y "What a Girl Wants" de Christina Aguilera.
En la primavera estadounidense (otoño latinoamericano) del año 2005, Britney Spears y su entonces mánager, Larry Rudolph, fueron demandados por Steve Wallace, un ciudadano del estado de Indiana de los Estados Unidos, quien llevó a juicio una demanda por US$150,000, proclamando ser el único y original escritor de "Sometimes".

## Video musical
El video musical de "Sometimes", al igual que el video musical de "...Baby One More Time", fue dirigido por Nigel Dick, y fue grabado en Malibú, California, Estados Unidos. Este es uno de los grandes responsables de la imagen virginal que la cantante proyectaba en los inicios de su carrera musical.
Basado en que el lanzamiento del video musical se realizó en pleno verano en los Estados Unidos, este se desarrolla en una de las playas de California, en la cual la cantante observa a la distancia a su amor, interpretado por el modelo estadounidense Chad Cole, mientras él pasea por la playa y juega con su perro en la arena. La cantante se encuentra en un mirador, a un costado del embarcadero, deseando profundamente estar junto a él. Durante el transcurso del video musical son interpuestas escenas de una sencilla coreografía en el puerto del embarcadero, en las cuales la cantante viste angelicalmente ropas blancas, iguales a las del grupo con el que baila.
El video musical de "Sometimes" se convirtió en el segundo video musical de un sencillo de la cantante en ser enviado al retiro tras cumplir sesenta y cinco días en el conteo del programa Total Request Live de MTV. A pesar de ello, el video musical no consiguió posicionarse número uno en el programa, debido al éxito del video musical de "I Want It That Way" de los Backstreet Boys, el cual se apoderó de la primera posición durante varias semanas.
El 24 de octubre de 2010, el sello publicó el video en la cuenta de Vevo de Spears, donde en julio de 2013 alcanzó treinta y cinco millones de reproducciones, tras ser visitado en mayor medida por personas de Estados Unidos, Perú y Polonia.

## Rendimiento comercial

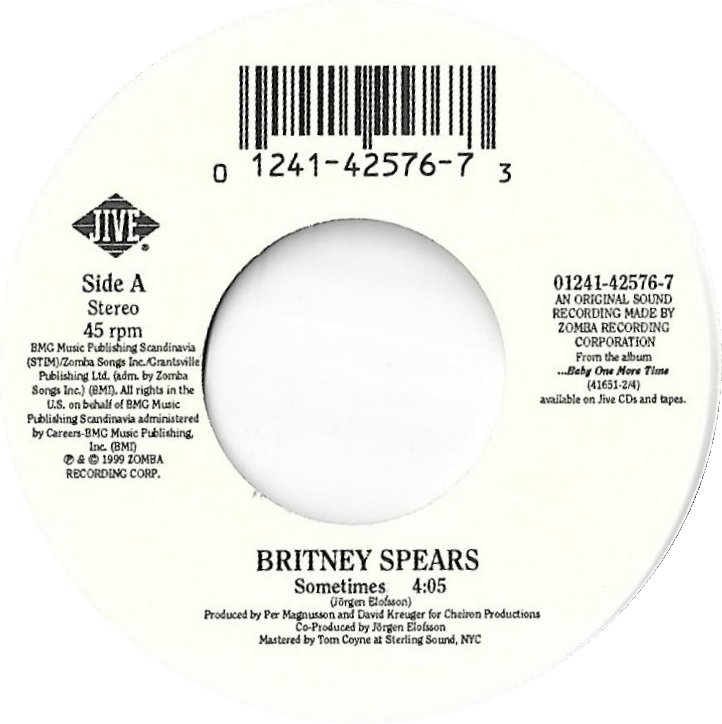
Disco de gramófono americano

Respaldado por el arrollador éxito comercial de "...Baby One More Time", en el año 1999 "Sometimes" ingresó, rápidamente, al top 10 de los principales rankings de canciones y sencillos de Europa, lo que le llevó a alcanzar la posición n.º 3 de la European Hot 100 de la revista Billboard. Ello, luego de alzarse como el segundo éxito n.º 1 consecutivo de Britney Spears en Bélgica y los Países Bajos, y como un sólido top 10 en Alemania, Austria, Finlandia, el Reino Unido, Suecia y Suiza. Paralelo a ello, en Francia y Noruega este solo se alzó como un modesto top 20. Por su parte, en el Reino Unido, el principal mercado de música del continente, "Sometimes" alcanzó la posición n.º 3 de la UK Singles Chart, donde se convirtió en el segundo top 10 consecutivo de la cantante. Tras ello, en 2023, este fue certificado de disco de platino por la BPI, a modo de acreditación de 600 mil copias. Esto lo convirtió en el segundo sencillo más vendido del álbum, después de «...Baby One More Time», y en uno de los más vendidos de la cantante en el país.
Al igual que en Europa, en Oceanía "Sometimes" registró un elevado éxito comercial. Este se alzó como el segundo éxito n.º 1 consecutivo de la cantante en Nueva Zelanda y como su segundo top 10 en Australia, donde alcanzó la posición n.º 2 de ARIA Charts, tras no poder desbancar del n.º 1 a "If You Had My Love" de Jennifer Lopez. Dado a su considerable éxito, en el mismo año "Sometimes" fue certificado de Platino por la ARIA, tras vender más de 70 mil copias en el país.
Estados Unidos
En Estados Unidos, el mercado de música más grande a nivel mundial, "Sometimes" registró un elevado éxito radial. Ello, pese a que el sencillo no contó con un lanzamiento físico en el país, lo que limitó sus posicionamientos en el principal ranking de canciones y sencillos del país, la Billboard Hot 100. Pese a todo, solo sobre la base de su rotación radial, la semana del 24 de julio de 1999 "Sometimes" alcanzó, por primera vez, la posición n.º 21 de la Billboard Hot 100. Ello, en una semana en la que permanecía, firmemente, en la posición n.º 6 de la Pop Songs, detrás de "I Want It That Way" de los Backstreet Boys, "All Star" de Smash Mouth, "If You Had My Love" de Jennifer Lopez, "Wild Wild West" de Will Smith con Dru Hill, y "Livin' la Vida Loca" Ricky Martiny What a girl wants de Christina aguilera, de manera respectiva. Paralelo a ello, "Sometimes" alcanzó la posición n.º 11 de la Adult Contemporany, donde hasta la actualidad, sólo han ingresado dos sencillos de Britney Spears, siendo éste el más exitoso de ellos. De acuerdo al sistema de información Nielsen SoundScan, "Sometimes" ha vendido 85 mil copias en los Estados Unidos, de las cuales 3 mil han sido copias físicas. De acuerdo a Billboard, «Sometimes» es el decimoquinto sencillo más exitoso de toda la carrera de Britney Spears en la principal lista de Estados Unidos: la Billboard Hot 100.

## Formatos
| Sencillo en CD |                                           |          |  |
| N.º            | Título                                    | Duración |  |
| 1.             | «Sometimes» (Radio Edit)                  | 03:55    |  |
| 2.             | «Sometimes» (Soul Solution Mid Tempo Mix) | 03:29    |  |

| Maxi CD |                                           |          |  |
| N.º     | Título                                    | Duración |  |
| 1.      | «Sometimes» (Radio Edit)                  | 03:55    |  |
| 2.      | «I'm So Curious»                          | 03:35    |  |
| 3.      | «Sometimes» (Soul Solution Mid Tempo Mix) | 03:29    |  |

| Sencillo en CD — The Singles Collection's Box Set |                  |          |  |
| N.º                                               | Título           | Duración |  |
| 1.                                                | «Sometimes»      | 03:57    |  |
| 2.                                                | «I'm So Curious» | 03:36    |  |

## Rankings

### Semanales
| País              | Ranking           | Primera semana | Posición de ingreso | Mejor posición | Semanas en la mejor posición | Semanas en el ranking | Última semana |
| ----------------- | ----------------- | -------------- | ------------------- | -------------- | ---------------------------- | --------------------- | ------------- |
| América           |                   |                |                     |                |                              |                       |               |
| Estados Unidos    | Billboard Hot 100 | 22-05-1999     | 81                  | 21             | 2                            | 20                    | 02-10-1999    |
| Europa            |                   |                |                     |                |                              |                       |               |
| Alemania          | Top 100 Singles   | 19-06-1999     | —                   | 6              | 1                            | 14                    | 18-09-1999    |
| Austria           | Top 75 Singles    | 20-06-1999     | 31                  | 6              | 3                            | 11                    | 29-08-1999    |
| Bélgica (Flandes) | Top 50 Singles    | 12-06-1999     | 26                  | 1              | 3                            | 17                    | 02-10-1999    |
| Bélgica (Valonia) | Top 50 Singles    | 12-06-1999     | 40                  | 6              | 2                            | 18                    | 09-10-1999    |
| Finlandia         | Top 20 Singles    | 19-06-1999     | 4                   | 4              | 1                            | 5                     | 24-07-1999    |
| Francia           | Top 100 Singles   | 31-07-1999     | 28                  | 13             | 1                            | 22                    | 25-12-1999    |
| Noruega           | Top 20 Singles    | 17-07-1999     | 18                  | 13             | 2                            | 7                     | 28-08-1999    |
| Países Bajos      | Top 100 Singles   | 12-06-1999     | 20                  | 1              | 2                            | 21                    | 30-10-1999    |
| Reino Unido       | Top 75 Singles    | 26-06-1999     | 3                   | 3              | 1                            | 16                    | 09-10-1999    |
| Suecia            | Top 60 Singles    | 17-06-1999     | 13                  | 4              | 1                            | 18                    | 14-10-1999    |
| Suiza             | Top 100 Singles   | 20-06-1999     | 11                  | 7              | 1                            | 17                    | 10-10-1999    |
| Oceanía           |                   |                |                     |                |                              |                       |               |
| Australia         | Top 50 Singles    | 20-06-1999     | 3                   | 2              | 1                            | 19                    | 24-10-1999    |
| Nueva Zelanda     | Top 40 Singles    | 11-07-1999     | 4                   | 1              | 1                            | 17                    | 31-10-1999    |

| Predecesor: "Best Friend" de Toy-Box                     | Top 100 Singles — Sencillo N.º 1 3 de julio de 1999 — 17 de julio de 1999          | Sucesor: "Mambo No. 5" de Lou Bega    |
| Predecesor: "That Don't Impress Me Much" de Shania Twain | Top 50 Singles (Flandes) — Sencillo N.º 1 3 de julio de 1999 — 17 de julio de 1999 | Sucesor: "2 Times" de Ann Lee         |
| Predecesor: "Cold" de Deep Obsession                     | Top 40 Singles — Sencillo N.º 1 18 de julio de 1999                                | Sucesor: "Swear It Again" de Westlife |

### Anuales
| \| Oceanía \| \| \| \| Australia \| Top 100 Singles[21] \| 22 \| |                 |          |
| País                                                             | Ranking         | Posición |
| Oceanía                                                          |                 |          |
| Australia                                                        | Top 100 Singles | 22       |

## Certificaciones
| País           | Proveedor   | Año  | Certificación | Nivel | Simbolización | Ventas certificadas | Tipo     |
| -------------- | ----------- | ---- | ------------- | ----- | ------------- | ------------------- | -------- |
| América        |             |      |               |       |               |                     |          |
| Estados Unidos | RIAA        | 2023 | Oro           | 1     | ●             | 500 000             | Sencillo |
| Europa         |             |      |               |       |               |                     |          |
| Bélgica        | BEA         | 1999 | Platino       | 1     | ▲             | 50 000              | Sencillo |
| Francia        | SNEP        | 1999 | Oro           | 1     | ●             | 250 000             | Sencillo |
| Países Bajos   | NVPI        | 1999 | Oro           | 1     | ●             | 40 000              | Sencillo |
| Reino Unido    | BPI         | 2023 | Platino       | 1     | ▲             | 600 000             | Sencillo |
| Suecia         | IFPI Suecia | 1999 | Platino       | 1     | ▲             | 30 000              | Sencillo |
| Oceanía        |             |      |               |       |               |                     |          |
| Australia      | ARIA        | 1999 | Platino       | 1     | ▲             | 70 000              | Sencillo |
| Nueva Zelanda  | RIANZ       | 1999 | Oro           | 1     | ●             | 7 500               | Sencillo |